# كارمل (أنغلزي)
كارمل (بالإنجليزية: Carmel, Llannerch-y-medd)‏ هي منطقة سكنية تقع في ويلز في أنغلزي.